# Helmut Motekat

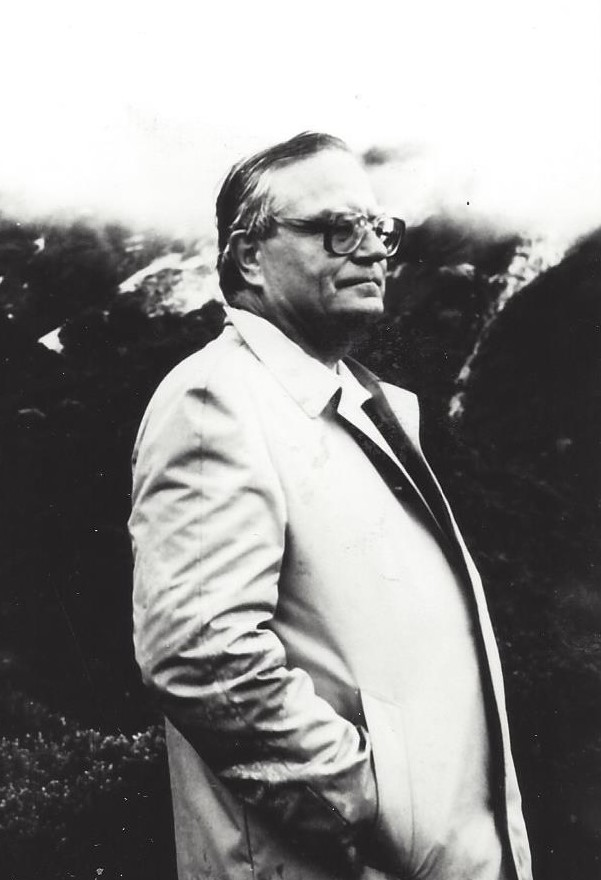
Helmut Motekat

Helmut Motekat (* 6. Oktober 1919 in  Wietzischken, Ostpreußen; † 16. Juli 1996 in Vaterstetten, Oberbayern) war ein deutscher  Germanist und  Literaturhistoriker.

## Leben
Im Kreis Elchniederung besuchte Motekat die Volksschule in Neusorge (Kirchspiel Heinrichswalde) und die Höhere Schule in Kaukehmen. Nachdem er 1938 am Tilsiter Realgymnasium das Abitur bestanden hatte, wurde er zur Luftwaffe (Wehrmacht) eingezogen, wegen einer schweren Verwundung aber schon 1940 entlassen.
An der Albertus-Universität Königsberg studierte er Germanistik, Anglistik, Geschichte, Volkskunde und Philosophie. Als Studentenführer der Kameradschaft „Hermann von Salza“ besuchte er am 31. Januar 1942 einen Kameradschaftsabend der Luftwaffenkompanie. Dabei stieß er auf Angehörige der freien Verbindung Daidalia, die seit Dezember 1941 im Geheimen bestand. Bei ihr wurde er aktiv. Motekats fertiggestellte Doktorarbeit verbrannte 1944 beim zweiten der britischen Luftangriffe auf Königsberg. In der Schlacht um Königsberg floh Motekat 1945 nach Göttingen. Die Doktorarbeit konnte rekonstruiert und 1946 an der Georg-August-Universität mit der Promotion zum Dr. phil. abgeschlossen werden. Da ihr Lehrstuhl für Volkskunde vakant war, beauftragte die philosophische Fakultät 1946 Walther Ziesemer mit dem Rigorosum in Marburg. 
Anschließend war Motekat zwei Jahre Lektor für deutsche Sprache und Literatur am College of the Rhine Army. 1947 gehörte er zu den Gründern des Göttinger Arbeitskreises. Zwei weitere Jahre verbrachte er als wissenschaftlicher Assistent am Seminar für Deutsche Philologie der Ludwig-Maximilians-Universität München. Dort  habilitierte er sich für Neuere deutsche Literaturgeschichte. Gleichzeitig zum Privatdozenten ernannt, erhielt er 1957 die Professur für dieses Fach in München. 1958 folgte er der ersten Einladung in die USA, um am II. Internationalen Kongress für Vergleichende Literaturgeschichte an der University of North Carolina at Chapel Hill teilzunehmen. 1959 hielt er Gastvorlesungen an den vier Universitäten Schottlands. 1960 war er als Carl-Schurz-Professor an 19 Universitäten der USA. 1963 bereiste er alle Universitäten Kanadas. 1969 besuchte er Kongresse und Universitäten in Argentinien, Chile, Brasilien und Venezuela. 1974 folgten polnische und 1980 schließlich sechs neuseeländische Universitäten (German National Fellow).
Er befasste sich eingehend mit Albert Dulk, Max Halbe, Arno Holz, Alexander Jung, Hermann Löns, Albrecht Schaeffer, Ernst Wiechert und Walther Ziesemer. Motekat war Mitglied (1949) und wissenschaftlicher Beirat (1975) der Gesellschaft für burschenschaftliche Geschichtsforschung. Er arbeitete an den Königsberger Burschenschafterlisten. Von 1982 bis 1994 war er Gründungsvorsitzender der Arbeitsgemeinschaft für ost- und westpreußische Landeskunde an der LMU. Er starb mit 76 Jahren an seinem letzten Wohnsitz Vaterstetten.

## Gastprofessuren
- University of Texas at Austin (1960)
- Tulane University (1963/64)
- University of Toronto (1965/66)
- Universidade de São Paulo (1972)

## Schriften
- Experiment und Tradition: vom Wesen der Dichtung im 20. Jahrhundert. Athenäum, Frankfurt am Main 1962.
- Ostpreußische Literaturgeschichte mit Danzig und Westpreußen (1230–1945). Schild-Verlag München 1977, 2001, ISBN 978-3-88014-053-0.
- Das zeitgenössische deutsche Drama: Einführung und kritische Analyse. Kohlhammer, Stuttgart 1977.
- Die Albertus-Universität zu Königsberg in Preußen. Auftrag und Bewährung über 400 Jahre, 1984.
- Der Dichter und die Zeit. Verantwortete Zeitgenossenschaft, Köllen, Alfter-Oedekoven 1987, ISBN 3-88579-023-8.

## Herausgeber
- mit John W. P. Bourke und Will Héraucourt: Brockhaus-Bildwörterbuch Deutsch/Englisch – Englisch/Deutsch. Brockhaus Enzyklopädie 1960. GoogleBooks

## Mitgliedschaften und Ehrenämter
- Historische Kommission für ost- und westpreußische Landesforschung (Vorstandsmitglied)
- Johann Gottfried Herder-Forschungsrat, Marburg
- Humboldt-Gesellschaft, Mannheim (seit 1985 leitendes Mitglied)
- Altpreußische Gesellschaft für Wissenschaft, Kunst und Literatur, München
- Göttinger Arbeitskreis (Mitglied des wissenschaftlichen Beirats)
- Wissenschaftlicher Beirat und Leiter des Forschungsprojekts Ostdeutsche Literatur der Kulturstiftung der deutschen Vertriebenen

## Ehrungen
- Jean-Paul-Medaille der Jean-Paul-Gesellschaft
- Kulturpreis der Landsmannschaft Ostpreußen (1982)
- Verdienstorden der Bundesrepublik Deutschland (Juli 1986)[7]
- Albrecht Goetze, Günther Pflaum (Hrsg.): Vergleichen und Verändern. Hueber, München 1970 (Festschrift zum 50. Geburtstag).
- Erich Huber-Thoma, Ghemela Adler (Hrsg.): Romantik und Moderne: neue Beiträge aus Forschung und Lehre. Frankfurt am Main 1986 (Festschrift zum 65. Geburtstag), ISBN 3-8204-8215-6.